# جنگ تمام‌عیار: سه پادشاهی
جنگ تمام‌عیار: سه پادشاهی (به انگلیسی: Total War: Three Kingdoms) یک بازی ویدئویی به سبک تاکتیک نوبتی تاکتیک هم‌زمان است که توسط کریتیو اسمبلی توسعه یافته و به‌وسیلهٔ سگا منتشر شده است. این بازی سیزدهمین قسمت از مجموعه بازی‌های جنگ تمام‌عیار محسوب می‌شود که در مه ۲۰۱۹ برای مایکروسافت ویندوز منتشر شده است. نسخهٔ سیستم‌عامل‌های مک‌اواس و لینوکس نیز توسط فرال اینتراکتیو در همان تاریخ عرضه شد. داستان بازی توتال وار: ۳ پادشاهی از سال ۱۹۰ پس از میلاد و در بحبوحه فروپاشی دودمان هان آغاز می‌شود. سلسله هان با در دست داشتن ۴۰۰ ساله قدرت، یکی از موفق‌ترین و با اعتبارترین سلسله‌های تاریخ چین بوده است.
این بازی توانست بیشترین پیش فروش و بیشترین فروش در هفته اول در بین بازی‌های مجموعه جنگ تمام‌عیار را از آن خود کند و مورد استقبال منتقدان نیز واقع شد. سه پادشاهی بیشترین بازیکن آنلاین یک بازی استراتژیک در استیم را داراست و بیستمین در بین تمام بازی‌های استیم. نخستین محتوای قابل دانلود بازی با عنوان «شورش دستار زردها» همزمان با انتشار بازی، ارائه شد و دومین محتوای قابل دانلود با عنوان «سلطنت خون» در یک ماهگی انتشار بازی، در اختیار بازیکنان قرار گرفت. این محتوای قابل دانلود برای سومین بار در بازی‌های جنگ تمام‌عیار، بازیکنان را قادر می‌سازد سطح خشونت بازی را خودشان تعیین کنند که جدا از این مجموعه، در بین بازی‌های استراتژیک نادر است.

## توسعه
جنگ تمام‌عیار: سه پادشاهی بازیکن را به سال ۱۹۰ پس از میلاد مسیح، به میان درگیری و هرج و مرج می‌برد. استودیوی کریتیو اسمبلی پیش‌تر اعلام کرده بود که این نسخه بازیکن را به یک دورهٔ تاریخی می‌برد که پیش از این در هیچ‌یک از نسخه‌های توتال‌وار دیده نشده است. سازنده بازی در توضیح آن اعلام نموده است که چین در هرج و مرج به سر می‌برد، سلسلهٔ بزرگ هان در مقابل امپراتور جوان به زانو درآمده است. اما این امپراتور تنها یک عروسک خیمه شب بازی برای یک حاکم ستمگر به نام دونگ ژو (Dong Zhuo) است. وی که یک حکومت ستمگر و ظالم به راه انداخته، به دنبال تصاحب امپراتوری بوده و با افزایش روزافزون قدرتش، زمینه را برای سقوط و به هرج و مرج کشیده شدن امپراتوری فراهم می‌کند. اما هنوز امید باقیست.